# Aschkezar (Verwaltungsbezirk)
Aschkezar (persisch شهرستان اشکذر) ist ein Schahrestan in der Provinz Yazd im Iran. Er enthält die Stadt Aschkezar, welche die Hauptstadt des Verwaltungsbezirks ist. 

## Demografie
Bei der Volkszählung 2016 betrug die Einwohnerzahl des Schahrestan 32.566. Die Alphabetisierung lag bei 89 Prozent der Bevölkerung. Knapp 60 Prozent der Bevölkerung lebten in urbanen Regionen.
| Zensusjahr | Einwohnerzahl |
| ---------- | ------------- |
| 2011       | 29.488        |
| 2016       | 32.566        |